# Derby di Vienna

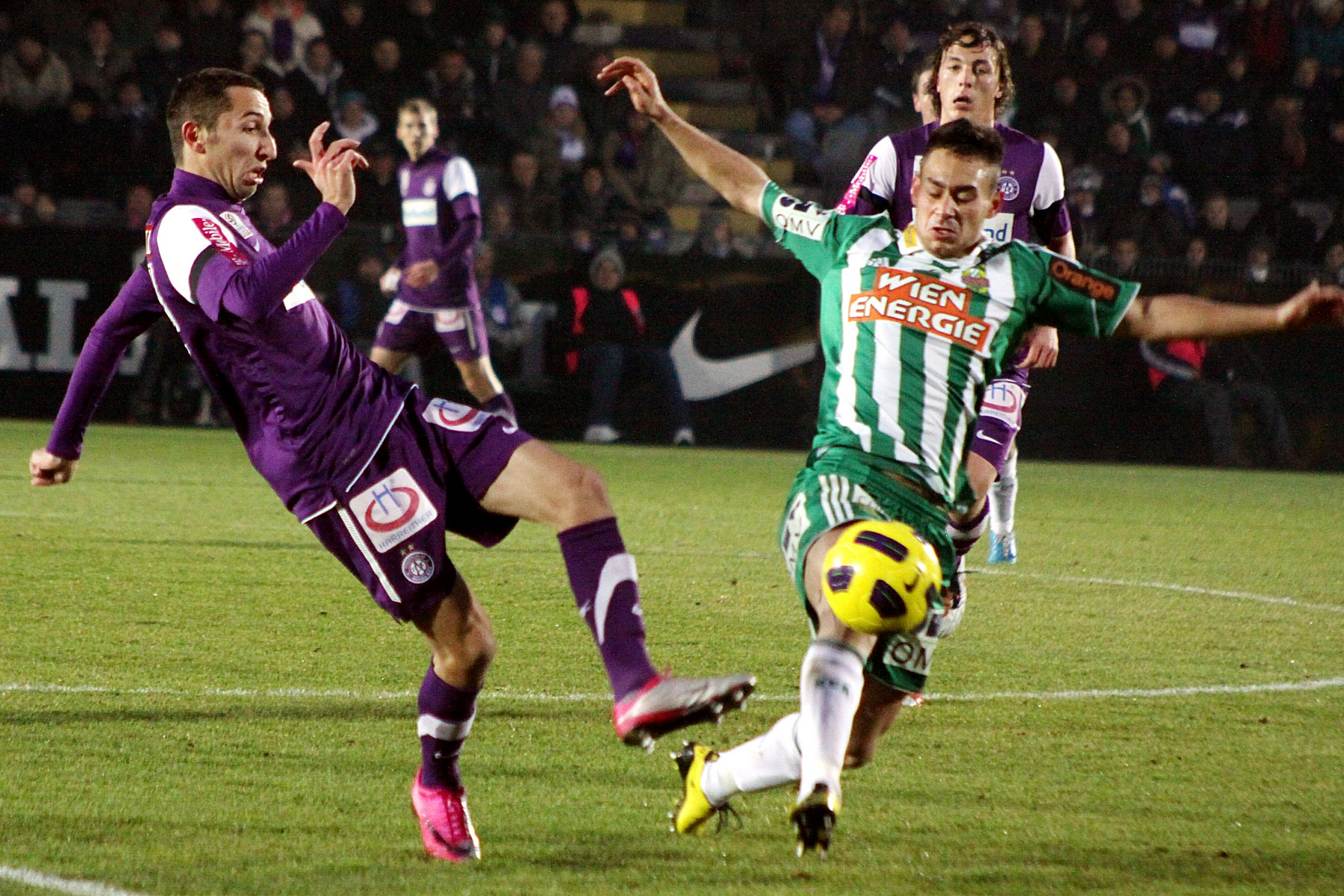
Contrasto tra Marin Leovac e Veli Kavlak nel derby del 28 novembre 2010

Con il termine derby di Vienna si potrebbe indicare una qualsiasi sfida stracittadina tra squadre di Vienna (ne esistono oltre 200 in città), ma il termine è passato, soprattutto negli ultimi tempi, ad indicare la sfida tra il Rapid e l'Austria, le due squadre più titolate del Paese. Difatti, tutte le altre squadre viennesi, tra le quali in passato sopra tutte First Vienna, Wiener AC, e Wiener SC, sono ormai lontane da livelli di eccellenza, mentre altri due grandi club come Admira e Wacker si sono fusi e hanno lasciato la capitale.
Grazie al sistema a doppio girone di andata e ritorno della Bundesliga, le due squadre si affrontano 4 volte in una stagione, senza contare le numerose sfide di Coppa d'Austria.
Si tratta della sfida fra le uniche due squadre che hanno disputato tutte le stagioni nel massimo campionato nazionale dal 1911-1912 ad oggi, e della partita che si è giocata più volte nella storia del calcio, dietro all'Old Firm, il derby di Glasgow.

## Contendenti
- Austria Vienna

Fondato nel 1911 come Wiener Amateur-Sportverein, ha assunto l'attuale denominazione nel 1926. È storicamente considerata la squadra della borghesia e dei ricchi commercianti, spesso ebrei, anche se oggi queste distinzioni hanno perso molto del loro senso. Ha vinto 24 campionati, 27 coppe e 6 supercoppe d'Austria, dove è il club più titolato con 57 trofei ufficiali vinti, oltre a 2 Coppe Mitropa, anche se fino agli anni cinquanta del XX secolo la bacheca era piuttosto scarna. Il colore viola delle divise dà il soprannome di violette a giocatori e tifosi.
- Rapid Vienna

Nato nel 1899 sulle ceneri del preesistente 1. Wiener Arbeiter Fußballklub, ha mantenuto nel tempo l'etichetta di "squadra del popolo" in contrapposizione alla "ricca" rivale, ed è oggi la squadra più tifata d'Austria. Detiene il record di campionati vinti (32), a cui si aggiungono 14 coppe e 3 supercoppe nazionali, 1 campionato e 1 Coppa di Germania (vinti all'epoca del Terzo Reich), oltre a 2 Coppe Mitropa in ambito internazionale. È anche la squadra austriaca che ha giocato il maggior numero di finali in competizioni UEFA, ben tre (due in Coppa delle Coppe ed una in Intertoto).

## Risultati
Aggiornate al 28 settembre 2023.
|                      | Totale gare disputate | Vittorie Austria | Pareggi | Vittorie Rapid | Gol fatti Austria | Gol fatti Rapid |
| Campionato           | 295                   | 99               | 72      | 124            | 440               | 543             |
| Coppa d'Austria      | 33                    | 18               | 3       | 12             | 77                | 67              |
| Supercoppa d'Austria | 1                     | 0                | 0       | 1              | 1                 | 3               |
| Totale               | 329                   | 117              | 75      | 137            | 518               | 613             |

### Partite di campionato
| Num. | Data       | Edizione                     | Partita                       | Risultato |
| ---- | ---------- | ---------------------------- | ----------------------------- | --------- |
| 1    | 08-09-1911 | 1. Klasse 1911-1912          | Austria Vienna - Rapid Vienna | 1 - 4     |
| 2    | 09-06-1912 | 1. Klasse 1911-1912          | Austria Vienna - Rapid Vienna | 0 - 3     |
| 3    | 01-09-1912 | 1. Klasse 1912-1913          | Rapid Vienna - Austria Vienna | 3 - 0     |
| 4    | 09-03-1913 | 1. Klasse 1912-1913          | Austria Vienna - Rapid Vienna | 1 - 4     |
| 5    | 31-08-1913 | 1. Klasse 1913-1914          | Rapid Vienna - Austria Vienna | 4 - 0     |
| 6    | 19-04-1914 | 1. Klasse 1913-1914          | Austria Vienna - Rapid Vienna | 1 - 2     |
| 7    | 27-06-1915 | 1. Klasse 1914-1915          | Rapid Vienna - Austria Vienna | 4 - 1     |
| 8    | 05-12-1915 | 1. Klasse 1915-1916          | Austria Vienna - Rapid Vienna | 0 - 4     |
| 9    | 02-07-1916 | 1. Klasse 1915-1916          | Rapid Vienna - Austria Vienna | 9 - 0     |
| 10   | 08-10-1916 | 1. Klasse 1916-1917          | Rapid Vienna - Austria Vienna | 4 - 1     |
| 11   | 29-04-1917 | 1. Klasse 1916-1917          | Austria Vienna - Rapid Vienna | 1 - 2     |
| 12   | 11-11-1917 | 1. Klasse 1918-1919          | Austria Vienna - Rapid Vienna | 1 - 0     |
| 13   | 23-06-1918 | 1. Klasse 1918-1919          | Rapid Vienna - Austria Vienna | 6 - 1     |
| 14   | 13-10-1918 | 1. Klasse 1918-1919          | Rapid Vienna - Austria Vienna | 1 - 2     |
| 15   | 30-03-1919 | 1. Klasse 1918-1919          | Austria Vienna - Rapid Vienna | 0 - 2     |
| 16   | 24-08-1919 | 1. Klasse 1919-1920          | Rapid Vienna - Austria Vienna | 1 - 2     |
| 17   | 25-04-1920 | 1. Klasse 1919-1920          | Austria Vienna - Rapid Vienna | 2 - 3     |
| 18   | 24-10-1920 | 1. Klasse 1920-1921          | Rapid Vienna - Austria Vienna | 1 - 0     |
| 19   | 29-06-1921 | 1. Klasse 1920-1921          | Austria Vienna - Rapid Vienna | 1 - 1     |
| 20   | 08-12-1921 | 1. Klasse 1921-1922          | Austria Vienna - Rapid Vienna | 2 - 3     |
| 21   | 05-03-1922 | 1. Klasse 1921-1922          | Austria Vienna - Rapid Vienna | 2 - 1     |
| 22   | 15-10-1922 | 1. Klasse 1922-1923          | Rapid Vienna - Austria Vienna | 3 - 7     |
| 23   | 03-06-1923 | 1. Klasse 1922-1923          | Austria Vienna - Rapid Vienna | 3 - 0     |
| 24   | 16-09-1923 | 1. Klasse 1923-1924          | Rapid Vienna - Austria Vienna | 3 - 1     |
| 25   | 30-03-1924 | 1. Klasse 1923-1924          | Austria Vienna - Rapid Vienna | 2 - 2     |
| 26   | 23-11-1924 | I. Liga 1924-1925            | Rapid Vienna - Austria Vienna | 3 - 0     |
| 27   | 01-03-1925 | I. Liga 1924-1925            | Austria Vienna - Rapid Vienna | 1 - 3     |
| 28   | 15-11-1925 | I. Liga 1925-1926            | Austria Vienna - Rapid Vienna | 5 - 1     |
| 29   | 09-05-1926 | I. Liga 1925-1926            | Rapid Vienna - Austria Vienna | 0 - 5     |
| 30   | 22-08-1926 | I. Liga 1926-1927            | Rapid Vienna - Austria Vienna | 4 - 1     |
| 31   | 06-03-1927 | I. Liga 1926-1927            | Austria Vienna - Rapid Vienna | 2 - 1     |
| 32   | 09-10-1927 | I. Liga 1927-1928            | Austria Vienna - Rapid Vienna | 1 - 2     |
| 33   | 04-03-1928 | I. Liga 1927-1928            | Rapid Vienna - Austria Vienna | 4 - 2     |
| 34   | 25-11-1928 | I. Liga 1928-1929            | Rapid Vienna - Austria Vienna | 2 - 2     |
| 35   | 05-06-1929 | I. Liga 1928-1929            | Austria Vienna - Rapid Vienna | 1 - 3     |
| 36   | 03-11-1929 | I. Liga 1929-1930            | Austria Vienna - Rapid Vienna | 2 - 4     |
| 37   | 02-03-1930 | I. Liga 1929-1930            | Rapid Vienna - Austria Vienna | 4 - 8     |
| 38   | 31-08-1930 | I. Liga 1930-1931            | Austria Vienna - Rapid Vienna | 4 - 2     |
| 39   | 10-05-1931 | I. Liga 1930-1931            | Rapid Vienna - Austria Vienna | 4 - 3     |
| 40   | 06-09-1931 | I. Liga 1931-1932            | Rapid Vienna - Austria Vienna | 5 - 3     |
| 41   | 12-06-1932 | I. Liga 1931-1932            | Austria Vienna - Rapid Vienna | 2 - 3     |
| 42   | 20-11-1932 | I. Liga 1932-1933            | Austria Vienna - Rapid Vienna | 2 - 0     |
| 43   | 02-04-1933 | I. Liga 1932-1933            | Rapid Vienna - Austria Vienna | 2 - 0     |
| 44   | 24-09-1933 | I. Liga 1933-1934            | Austria Vienna - Rapid Vienna | 1 - 0     |
| 45   | 06-05-1934 | I. Liga 1933-1934            | Rapid Vienna - Austria Vienna | 3 - 0     |
| 46   | 30-09-1934 | I. Liga 1934-1935            | Austria Vienna - Rapid Vienna | 1 - 3     |
| 47   | 26-05-1935 | I. Liga 1934-1935            | Rapid Vienna - Austria Vienna | 5 - 2     |
| 48   | 17-11-1935 | I. Liga 1935-1936            | Austria Vienna - Rapid Vienna | 0 - 2     |
| 49   | 10-05-1936 | I. Liga 1935-1936            | Rapid Vienna - Austria Vienna | 2 - 3     |
| 50   | 20-09-1936 | Nationalliga 1936-1937       | Rapid Vienna - Austria Vienna | 1 - 1     |
| 51   | 16-05-1937 | Nationalliga 1936-1937       | Austria Vienna - Rapid Vienna | 5 - 0     |
| 52   | 07-11-1937 | Nationalliga 1937-1938       | Austria Vienna - Rapid Vienna | 1 - 2     |
| 53   | 06-03-1938 | Nationalliga 1937-1938       | Rapid Vienna - Austria Vienna | 3 - 0     |
| 54   | 16-10-1938 | Gauliga XVII 1938-1939       | Rapid Vienna - Austria Vienna | 5 - 1     |
| 55   | 05-03-1939 | Gauliga XVII 1938-1939       | Austria Vienna - Rapid Vienna | 4 - 0     |
| 56   | 05-11-1939 | Gauliga XVII 1939-1940       | Rapid Vienna - Austria Vienna | 9 - 2     |
| 57   | 04-02-1940 | Gauliga XVII 1939-1940       | Austria Vienna - Rapid Vienna | 1 - 4     |
| 58   | 27-10-1940 | Gauliga XVII 1940-1941       | Austria Vienna - Rapid Vienna | 0 - 3     |
| 59   | 30-03-1941 | Gauliga XVII 1940-1941       | Rapid Vienna - Austria Vienna | 1 - 0     |
| 60   | 11-10-1941 | Gauliga XVII 1941-1942       | Rapid Vienna - Austria Vienna | 2 - 2     |
| 61   | 22-03-1942 | Gauliga XVII 1941-1942       | Austria Vienna - Rapid Vienna | 3 - 4     |
| 62   | 12-09-1942 | Gauliga XVII 1942-1943       | Austria Vienna - Rapid Vienna | 1 - 10    |
| 63   | 06-12-1942 | Gauliga XVII 1942-1943       | Rapid Vienna - Austria Vienna | 2 - 6     |
| 64   | 12-09-1943 | Gauliga XVII 1943-1944       | Rapid Vienna - Austria Vienna | 1 - 2     |
| 65   | 26-03-1944 | Gauliga XVII 1943-1944       | Austria Vienna - Rapid Vienna | 2 - 0     |
| 66   | 15-10-1944 | Gauliga XVII 1944-1945       | Austria Vienna - Rapid Vienna | 1 - 3     |
| 67   | 04-11-1945 | 1. Klasse 1945-1946          | Rapid Vienna - Austria Vienna | 0 - 0     |
| 68   | 26-05-1946 | 1. Klasse 1945-1946          | Austria Vienna - Rapid Vienna | 1 - 5     |
| 69   | 29-09-1946 | 1. Klasse 1946-1947          | Austria Vienna - Rapid Vienna | 0 - 3     |
| 70   | 30-03-1947 | 1. Klasse 1946-1947          | Rapid Vienna - Austria Vienna | 2 - 3     |
| 71   | 23-11-1947 | 1. Klasse 1947-1948          | Rapid Vienna - Austria Vienna | 7 - 2     |
| 72   | 06-06-1948 | 1. Klasse 1947-1948          | Austria Vienna - Rapid Vienna | 2 - 2     |
| 73   | 24-10-1948 | 1. Klasse 1948-1949          | Rapid Vienna - Austria Vienna | 1 - 2     |
| 74   | 29-05-1949 | 1. Klasse 1948-1949          | Austria Vienna - Rapid Vienna | 5 - 3     |
| 75   | 23-10-1949 | Staatsliga 1949-1950         | Austria Vienna - Rapid Vienna | 4 - 4     |
| 76   | 30-04-1950 | Staatsliga 1949-1950         | Rapid Vienna - Austria Vienna | 4 - 2     |
| 77   | 17-09-1950 | Staatsliga A 1950-1951       | Austria Vienna - Rapid Vienna | 5 - 7     |
| 78   | 01-04-1951 | Staatsliga A 1950-1951       | Rapid Vienna - Austria Vienna | 3 - 1     |
| 79   | 26-08-1951 | Staatsliga A 1951-1952       | Austria Vienna - Rapid Vienna | 5 - 3     |
| 80   | 09-03-1952 | Staatsliga A 1951-1952       | Rapid Vienna - Austria Vienna | 3 - 1     |
| 81   | 26-10-1952 | Staatsliga A 1952-1953       | Austria Vienna - Rapid Vienna | 2 - 1     |
| 82   | 10-05-1953 | Staatsliga A 1952-1953       | Rapid Vienna - Austria Vienna | 4 - 1     |
| 83   | 06-09-1953 | Staatsliga A 1953-1954       | Austria Vienna - Rapid Vienna | 4 - 3     |
| 84   | 07-03-1954 | Staatsliga A 1953-1954       | Rapid Vienna - Austria Vienna | 3 - 0     |
| 85   | 05-09-1954 | Staatsliga A 1954-1955       | Austria Vienna - Rapid Vienna | 2 - 1     |
| 86   | 06-03-1955 | Staatsliga A 1954-1955       | Rapid Vienna - Austria Vienna | 3 - 3     |
| 87   | 23-10-1955 | Staatsliga A 1955-1956       | Austria Vienna - Rapid Vienna | 1 - 3     |
| 88   | 10-05-1956 | Staatsliga A 1955-1956       | Rapid Vienna - Austria Vienna | 5 - 3     |
| 89   | 07-10-1956 | Staatsliga A 1956-1957       | Rapid Vienna - Austria Vienna | 4 - 1     |
| 90   | 12-05-1957 | Staatsliga A 1956-1957       | Austria Vienna - Rapid Vienna | 2 - 3     |
| 91   | 10-11-1957 | Staatsliga A 1957-1958       | Rapid Vienna - Austria Vienna | 4 - 0     |
| 92   | 27-04-1958 | Staatsliga A 1957-1958       | Austria Vienna - Rapid Vienna | 1 - 1     |
| 93   | 13-12-1958 | Staatsliga A 1958-1959       | Austria Vienna - Rapid Vienna | 1 - 4     |
| 94   | 20-06-1959 | Staatsliga A 1958-1959       | Rapid Vienna - Austria Vienna | 2 - 1     |
| 95   | 16-10-1960 | Staatsliga 1959-1960         | Rapid Vienna - Austria Vienna | 1 - 2     |
| 96   | 05-03-1960 | Staatsliga 1959-1960         | Austria Vienna - Rapid Vienna | 1 - 3     |
| 97   | 16-10-1960 | Staatsliga 1960-1961         | Rapid Vienna - Austria Vienna | 2 - 2     |
| 98   | 22-04-1961 | Staatsliga 1960-1961         | Austria Vienna - Rapid Vienna | 2 - 1     |
| 99   | 02-09-1961 | Staatsliga 1961-1962         | Rapid Vienna - Austria Vienna | 1 - 2     |
| 100  | 10-03-1962 | Staatsliga 1961-1962         | Austria Vienna - Rapid Vienna | 2 - 0     |
| 101  | 08-12-1962 | Staatsliga 1962-1963         | Austria Vienna - Rapid Vienna | 0 - 0     |
| 102  | 12-06-1963 | Staatsliga 1962-1963         | Rapid Vienna - Austria Vienna | 3 - 0     |
| 103  | 03-11-1963 | Staatsliga 1963-1964         | Austria Vienna - Rapid Vienna | 3 - 2     |
| 104  | 10-05-1964 | Staatsliga 1963-1964         | Rapid Vienna - Austria Vienna | 2 - 2     |
| 105  | 17-10-1964 | Staatsliga 1964-1965         | Rapid Vienna - Austria Vienna | 1 - 0     |
| 106  | 10-04-1965 | Staatsliga 1964-1965         | Austria Vienna - Rapid Vienna | 3 - 1     |
| 107  | 13-11-1965 | Nationalliga 1965-1966       | Austria Vienna - Rapid Vienna | 0 - 1     |
| 108  | 14-05-1966 | Nationalliga 1965-1966       | Rapid Vienna - Austria Vienna | 3 - 2     |
| 109  | 13-11-1966 | Nationalliga 1966-1967       | Austria Vienna - Rapid Vienna | 0 - 1     |
| 110  | 12-05-1967 | Nationalliga 1966-1967       | Rapid Vienna - Austria Vienna | 4 - 0     |
| 111  | 01-09-1967 | Nationalliga 1967-1968       | Rapid Vienna - Austria Vienna | 1 - 2     |
| 112  | 09-03-1968 | Nationalliga 1967-1968       | Austria Vienna - Rapid Vienna | 0 - 3     |
| 113  | 15-12-1968 | Nationalliga 1968-1969       | Rapid Vienna - Austria Vienna | 3 - 4     |
| 114  | 20-06-1969 | Nationalliga 1968-1969       | Austria Vienna - Rapid Vienna | 0 - 2     |
| 115  | 11-10-1969 | Nationalliga 1969-1970       | Rapid Vienna - Austria Vienna | 0 - 6     |
| 116  | 18-04-1970 | Nationalliga 1969-1970       | Austria Vienna - Rapid Vienna | 2 - 2     |
| 117  | 28-11-1970 | Nationalliga 1970-1971       | Austria Vienna - Rapid Vienna | 1 - 1     |
| 118  | 13-06-1971 | Nationalliga 1970-1971       | Rapid Vienna - Austria Vienna | 4 - 1     |
| 119  | 18-08-1972 | Nationalliga 1971-1972       | Rapid Vienna - Austria Vienna | 0 - 1     |
| 120  | 13-05-1972 | Nationalliga 1971-1972       | Austria Vienna - Rapid Vienna | 2 - 1     |
| 121  | 18-08-1972 | Nationalliga 1972-1973       | Rapid Vienna - Austria Vienna | 1 - 0     |
| 122  | 24-03-1973 | Nationalliga 1972-1973       | Austria Vienna - Rapid Vienna | 2 - 2     |
| 113  | 29-09-1973 | Nationalliga 1973-1974       | Austria Vienna - Rapid Vienna | 1 - 1     |
| 114  | 12-04-1974 | Nationalliga 1973-1974       | Rapid Vienna - Austria Vienna | 4 - 0     |
| 115  | 13-09-1974 | Fußball-Bundesliga 1974-1975 | Austria Vienna - Rapid Vienna | 1 - 3     |
| 116  | 21-09-1974 | Fußball-Bundesliga 1974-1975 | Rapid Vienna - Austria Vienna | 2 - 0     |
| 117  | 12-04-1975 | Fußball-Bundesliga 1974-1975 | Rapid Vienna - Austria Vienna | 1 - 3     |
| 118  | 19-04-1977 | Fußball-Bundesliga 1974-1975 | Austria Vienna - Rapid Vienna | 1 - 0     |
| 119  | 27-09-1975 | Fußball-Bundesliga 1975-1976 | Rapid Vienna - Austria Vienna | 1 - 1     |
| 120  | 04-10-1975 | Fußball-Bundesliga 1975-1976 | Austria Vienna - Rapid Vienna | 1 - 1     |
| 121  | 27-03-1976 | Fußball-Bundesliga 1975-1976 | Rapid Vienna - Austria Vienna | 4 - 1     |
| 122  | 22-05-1976 | Fußball-Bundesliga 1975-1976 | Austria Vienna - Rapid Vienna | 4 - 1     |
| 123  | 14-08-1976 | Fußball-Bundesliga 1976-1977 | Austria Vienna - Rapid Vienna | 3 - 2     |
| 124  | 20-08-1976 | Fußball-Bundesliga 1976-1977 | Rapid Vienna - Austria Vienna | 0 - 1     |
| 125  | 05-03-1977 | Fußball-Bundesliga 1976-1977 | Austria Vienna - Rapid Vienna | 1 - 1     |
| 126  | 10-05-1977 | Fußball-Bundesliga 1976-1977 | Rapid Vienna - Austria Vienna | 1 - 0     |
| 127  | 04-10-1977 | Fußball-Bundesliga 1977-1978 | Austria Vienna - Rapid Vienna | 3 - 2     |
| 128  | 11-12-1977 | Fußball-Bundesliga 1977-1978 | Rapid Vienna - Austria Vienna | 0 - 1     |
| 129  | 05-03-1978 | Fußball-Bundesliga 1977-1978 | Austria Vienna - Rapid Vienna | 3 - 0     |
| 131  | 06-05-1978 | Fußball-Bundesliga 1977-1978 | Rapid Vienna - Austria Vienna | 0 - 0     |
| 132  | 18-08-1978 | Fußball-Bundesliga 1978-1979 | Rapid Vienna - Austria Vienna | 3 - 1     |
| 133  | 22-10-1978 | Fußball-Bundesliga 1978-1979 | Austria Vienna - Rapid Vienna | 5 - 1     |
| 134  | 24-02-1979 | Fußball-Bundesliga 1978-1979 | Rapid Vienna - Austria Vienna | 1 - 2     |
| 135  | 28-04-1979 | Fußball-Bundesliga 1978-1979 | Austria Vienna - Rapid Vienna | 4 - 1     |
| 136  | 06-10-1979 | Fußball-Bundesliga 1979-1980 | Rapid Vienna - Austria Vienna | 0 - 0     |
| 137  | 16-02-1980 | Fußball-Bundesliga 1979-1980 | Austria Vienna - Rapid Vienna | 0 - 0     |
| 138  | 12-04-1980 | Fußball-Bundesliga 1979-1980 | Rapid Vienna - Austria Vienna | 1 - 1     |
| 139  | 07-06-1980 | Fußball-Bundesliga 1979-1980 | Austria Vienna - Rapid Vienna | 3 - 2     |
| 140  | 20-09-1980 | Fußball-Bundesliga 1980-1981 | Rapid Vienna - Austria Vienna | 2 - 5     |
| 141  | 19-11-1980 | Fußball-Bundesliga 1980-1981 | Austria Vienna - Rapid Vienna | 3 - 1     |
| 142  | 28-03-1981 | Fußball-Bundesliga 1980-1981 | Rapid Vienna - Austria Vienna | 5 - 1     |
| 143  | 05-06-1981 | Fußball-Bundesliga 1980-1981 | Austria Vienna - Rapid Vienna | 0 - 0     |
| 144  | 05-09-1981 | Fußball-Bundesliga 1981-1982 | Rapid Vienna - Austria Vienna | 1 - 1     |
| 145  | 18-11-1981 | Fußball-Bundesliga 1981-1982 | Austria Vienna - Rapid Vienna | 0 - 1     |
| 146  | 27-02-1982 | Fußball-Bundesliga 1981-1982 | Rapid Vienna - Austria Vienna | 0 - 2     |
| 147  | 04-05-1982 | Fußball-Bundesliga 1981-1982 | Austria Vienna - Rapid Vienna | 0 - 3     |
| 148  | 27-08-1982 | Fußball-Bundesliga 1982-1983 | Rapid Vienna - Austria Vienna | 0 - 0     |
| 149  | 12-05-1983 | Fußball-Bundesliga 1982-1983 | Austria Vienna - Rapid Vienna | 0 - 3     |
| 150  | 24-09-1983 | Fußball-Bundesliga 1983-1984 | Austria Vienna - Rapid Vienna | 0 - 0     |
| 151  | 07-04-1984 | Fußball-Bundesliga 1983-1984 | Rapid Vienna - Austria Vienna | 4 - 1     |
| 152  | 03-11-1984 | Fußball-Bundesliga 1984-1985 | Rapid Vienna - Austria Vienna | 2 - 2     |
| 153  | 10-05-1985 | Fußball-Bundesliga 1984-1985 | Austria Vienna - Rapid Vienna | 1 - 0     |
| 154  | 31-08-1985 | Fußball-Bundesliga 1985-1986 | Austria Vienna - Rapid Vienna | 0 - 0     |
| 155  | 16-11-1985 | Fußball-Bundesliga 1985-1986 | Austria Vienna - Rapid Vienna | 1 - 5     |
| 156  | 05-04-1986 | Fußball-Bundesliga 1985-1986 | Rapid Vienna - Austria Vienna | 2 - 0     |
| 157  | 23-05-1986 | Fußball-Bundesliga 1985-1986 | Austria Vienna - Rapid Vienna | 1 - 3     |
| 158  | 11-09-1986 | Fußball-Bundesliga 1986-1987 | Rapid Vienna - Austria Vienna | 2 - 2     |
| 159  | 15-11-1986 | Fußball-Bundesliga 1986-1987 | Austria Vienna - Rapid Vienna | 1 - 1     |
| 160  | 11-04-1987 | Fußball-Bundesliga 1986-1987 | Rapid Vienna - Austria Vienna | 1 - 3     |
| 161  | 06-05-1987 | Fußball-Bundesliga 1986-1987 | Austria Vienna - Rapid Vienna | 0 - 2     |
| 162  | 11-09-1987 | Fußball-Bundesliga 1987-1988 | Austria Vienna - Rapid Vienna | 1 - 2     |
| 163  | 28-11-1987 | Fußball-Bundesliga 1987-1988 | Rapid Vienna - Austria Vienna | 1 - 2     |
| 164  | 02-04-1988 | Fußball-Bundesliga 1987-1988 | Austria Vienna - Rapid Vienna | 4 - 2     |
| 165  | 27-05-1988 | Fußball-Bundesliga 1987-1988 | Rapid Vienna - Austria Vienna | 2 - 4     |
| 166  | 03-09-1988 | Fußball-Bundesliga 1988-1989 | Rapid Vienna - Austria Vienna | 0 - 3     |
| 167  | 27-09-1988 | Fußball-Bundesliga 1988-1989 | Austria Vienna - Rapid Vienna | 1 - 0     |
| 168  | 31-03-1989 | Fußball-Bundesliga 1988-1989 | Rapid Vienna - Austria Vienna | 0 - 0     |
| 169  | 03-06-1989 | Fußball-Bundesliga 1988-1989 | Austria Vienna - Rapid Vienna | 2 - 1     |
| 170  | 11-08-1989 | Fußball-Bundesliga 1989-1990 | Austria Vienna - Rapid Vienna | 1 - 4     |
| 171  | 04-11-1989 | Fußball-Bundesliga 1989-1990 | Rapid Vienna - Austria Vienna | 5 - 2     |
| 172  | 10-03-1990 | Fußball-Bundesliga 1989-1990 | Rapid Vienna - Austria Vienna | 6 - 3     |
| 173  | 02-06-1990 | Fußball-Bundesliga 1989-1990 | Austria Vienna - Rapid Vienna | 0 - 0     |
| 174  | 28-08-1990 | Fußball-Bundesliga 1990-1991 | Rapid Vienna - Austria Vienna | 2 - 0     |
| 175  | 06-10-1990 | Fußball-Bundesliga 1990-1991 | Austria Vienna - Rapid Vienna | 0 - 3     |
| 176  | 23-03-1991 | Fußball-Bundesliga 1990-1991 | Rapid Vienna - Austria Vienna | 1 - 2     |
| 177  | 02-06-1991 | Fußball-Bundesliga 1990-1991 | Austria Vienna - Rapid Vienna | 2 - 1     |
| 178  | 31-07-1991 | Fußball-Bundesliga 1991-1992 | Rapid Vienna - Austria Vienna | 1 - 1     |
| 179  | 05-10-1991 | Fußball-Bundesliga 1991-1992 | Austria Vienna - Rapid Vienna | 5 - 1     |
| 180  | 04-04-1992 | Fußball-Bundesliga 1991-1992 | Rapid Vienna - Austria Vienna | 1 - 0     |
| 181  | 23-05-1992 | Fußball-Bundesliga 1991-1992 | Austria Vienna - Rapid Vienna | 2 - 1     |
| 182  | 01-08-1992 | Fußball-Bundesliga 1992-1993 | Rapid Vienna - Austria Vienna | 0 - 0     |
| 183  | 07-10-1992 | Fußball-Bundesliga 1992-1993 | Rapid Vienna - Austria Vienna | 2 - 1     |
| 184  | 17-04-1993 | Fußball-Bundesliga 1992-1993 | Rapid Vienna - Austria Vienna | 1 - 5     |
| 185  | 12-06-1993 | Fußball-Bundesliga 1992-1993 | Austria Vienna - Rapid Vienna | 4 - 0     |
| 186  | 11-08-1993 | Fußball-Bundesliga 1993-1994 | Rapid Vienna - Austria Vienna | 0 - 3     |
| 187  | 09-10-1993 | Fußball-Bundesliga 1993-1994 | Austria Vienna - Rapid Vienna | 2 - 1     |
| 188  | 12-03-1994 | Fußball-Bundesliga 1993-1994 | Rapid Vienna - Austria Vienna | 1 - 1     |
| 189  | 11-08-1995 | Fußball-Bundesliga 1993-1994 | Austria Vienna - Rapid Vienna | 2 - 0     |
| 190  | 20-08-1994 | Fußball-Bundesliga 1994-1995 | Austria Vienna - Rapid Vienna | 1 - 1     |
| 191  | 23-10-1994 | Fußball-Bundesliga 1994-1995 | Rapid Vienna - Austria Vienna | 3 - 1     |
| 192  | 25-03-1995 | Fußball-Bundesliga 1994-1995 | Austria Vienna - Rapid Vienna | 1 - 1     |
| 193  | 28-05-1995 | Fußball-Bundesliga 1994-1995 | Rapid Vienna - Austria Vienna | 1 - 3     |
| 194  | 05-08-1995 | Fußball-Bundesliga 1995-1996 | Rapid Vienna - Austria Vienna | 1 - 0     |
| 195  | 14-10-1995 | Fußball-Bundesliga 1995-1996 | Austria Vienna - Rapid Vienna | 4 - 1     |
| 196  | 07-04-1996 | Fußball-Bundesliga 1995-1996 | Rapid Vienna - Austria Vienna | 0 - 1     |
| 197  | 25-05-1996 | Fußball-Bundesliga 1995-1996 | Austria Vienna - Rapid Vienna | 0 - 2     |
| 198  | 11-08-1996 | Fußball-Bundesliga 1996-1997 | Rapid Vienna - Austria Vienna | 1 - 1     |
| 199  | 23-10-1996 | Fußball-Bundesliga 1996-1997 | Austria Vienna - Rapid Vienna | 0 - 2     |
| 200  | 09-03-1997 | Fußball-Bundesliga 1996-1997 | Rapid Vienna - Austria Vienna | 3 - 0     |
| 201  | 04-05-1998 | Fußball-Bundesliga 1996-1997 | Austria Vienna - Rapid Vienna | 0 - 0     |
| 202  | 15-08-1997 | Fußball-Bundesliga 1997-1998 | Austria Vienna - Rapid Vienna | 0 - 3     |
| 203  | 16-11-1997 | Fußball-Bundesliga 1997-1998 | Rapid Vienna - Austria Vienna | 2 - 0     |
| 204  | 06-03-1998 | Fußball-Bundesliga 1997-1998 | Austria Vienna - Rapid Vienna | 1 - 1     |
| 205  | 02-05-1998 | Fußball-Bundesliga 1997-1998 | Rapid Vienna - Austria Vienna | 0 - 0     |
| 206  | 08-09-1998 | Fußball-Bundesliga 1998-1999 | Austria Vienna - Rapid Vienna | 0 - 1     |
| 207  | 15-11-1998 | Fußball-Bundesliga 1998-1999 | Rapid Vienna - Austria Vienna | 3 - 1     |
| 208  | 16-03-1999 | Fußball-Bundesliga 1998-1999 | Austria Vienna - Rapid Vienna | 1 - 1     |
| 209  | 11-05-1999 | Fußball-Bundesliga 1998-1999 | Rapid Vienna - Austria Vienna | 0 - 0     |
| 210  | 31-07-1999 | Fußball-Bundesliga 1999-2000 | Austria Vienna - Rapid Vienna | 0 - 3     |
| 211  | 16-10-1999 | Fußball-Bundesliga 1999-2000 | Rapid Vienna - Austria Vienna | 2 - 0     |
| 212  | 03-03-2000 | Fußball-Bundesliga 1999-2000 | Rapid Vienna - Austria Vienna | 1 - 0     |
| 213  | 09-05-2000 | Fußball-Bundesliga 1999-2000 | Austria Vienna - Rapid Vienna | 3 - 0     |
| 214  | 13-08-2000 | Fußball-Bundesliga 2000-2001 | Rapid Vienna - Austria Vienna | 1 - 1     |
| 215  | 01-11-2000 | Fußball-Bundesliga 2000-2001 | Austria Vienna - Rapid Vienna | 3 - 2     |
| 216  | 04-03-2001 | Fußball-Bundesliga 2000-2001 | Austria Vienna - Rapid Vienna | 2 - 0     |
| 217  | 06-05-2001 | Fußball-Bundesliga 2000-2001 | Rapid Vienna - Austria Vienna | 2 - 0     |
| 218  | 12-08-2001 | Fußball-Bundesliga 2001-2002 | Austria Vienna - Rapid Vienna | 2 - 1     |
| 219  | 25-11-2001 | Fußball-Bundesliga 2001-2002 | Rapid Vienna - Austria Vienna | 1 - 1     |
| 220  | 06-03-2002 | Fußball-Bundesliga 2001-2002 | Rapid Vienna - Austria Vienna | 1 - 1     |
| 221  | 24-04-2002 | Fußball-Bundesliga 2001-2002 | Austria Vienna - Rapid Vienna | 1 - 1     |
| 222  | 07-08-2002 | Fußball-Bundesliga 2002-2003 | Austria Vienna - Rapid Vienna | 1 - 1     |
| 223  | 27-10-2002 | Fußball-Bundesliga 2002-2003 | Rapid Vienna - Austria Vienna | 1 - 2     |
| 224  | 09-03-2003 | Fußball-Bundesliga 2002-2003 | Rapid Vienna - Austria Vienna | 1 - 1     |
| 225  | 18-05-2003 | Fußball-Bundesliga 2002-2003 | Austria Vienna - Rapid Vienna | 0 - 0     |
| 226  | 17-08-2003 | Fußball-Bundesliga 2003-2004 | Rapid Vienna - Austria Vienna | 2 - 2     |
| 227  | 29-10-2003 | Fußball-Bundesliga 2003-2004 | Austria Vienna - Rapid Vienna | 2 - 0     |
| 228  | 13-03-2004 | Fußball-Bundesliga 2003-2004 | Austria Vienna - Rapid Vienna | 1 - 1     |
| 229  | 02-05-2004 | Fußball-Bundesliga 2003-2004 | Rapid Vienna - Austria Vienna | 1 - 2     |
| 230  | 01-08-2004 | Fußball-Bundesliga 2004-2005 | Austria Vienna - Rapid Vienna | 1 - 1     |
| 231  | 24-10-2004 | Fußball-Bundesliga 2004-2005 | Rapid Vienna - Austria Vienna | 1 - 1     |
| 232  | 13-03-2005 | Fußball-Bundesliga 2004-2005 | Austria Vienna - Rapid Vienna | 1 - 0     |
| 233  | 26-05-2005 | Fußball-Bundesliga 2004-2005 | Rapid Vienna - Austria Vienna | 0 - 1     |
| 234  | 07-08-2005 | Fußball-Bundesliga 2005-2006 | Rapid Vienna - Austria Vienna | 3 - 1     |
| 235  | 23-10-2005 | Fußball-Bundesliga 2005-2006 | Austria Vienna - Rapid Vienna | 0 - 2     |
| 236  | 05-03-2006 | Fußball-Bundesliga 2005-2006 | Rapid Vienna - Austria Vienna | 0 - 3     |
| 237  | 23-04-2006 | Fußball-Bundesliga 2005-2006 | Austria Vienna - Rapid Vienna | 3 - 1     |
| 238  | 12-08-2006 | Fußball-Bundesliga 2006-2007 | Austria Vienna - Rapid Vienna | 0 - 0     |
| 239  | 04-11-2006 | Fußball-Bundesliga 2006-2007 | Rapid Vienna - Austria Vienna | 1 - 1     |
| 240  | 04-03-2007 | Fußball-Bundesliga 2006-2007 | Austria Vienna - Rapid Vienna | 2 - 1     |
| 241  | 08-05-2007 | Fußball-Bundesliga 2006-2007 | Rapid Vienna - Austria Vienna | 3 - 0     |
| 242  | 05-08-2007 | Fußball-Bundesliga 2007-2008 | Rapid Vienna - Austria Vienna | 0 - 0     |
| 243  | 21-10-2007 | Fußball-Bundesliga 2007-2008 | Austria Vienna - Rapid Vienna | 2 - 2     |
| 244  | 25-11-2007 | Fußball-Bundesliga 2007-2008 | Austria Vienna - Rapid Vienna | 0 - 0     |
| 245  | 18-03-2008 | Fußball-Bundesliga 2007-2008 | Rapid Vienna - Austria Vienna | 2 - 0     |
| 246  | 24-08-2008 | Fußball-Bundesliga 2008-2009 | Rapid Vienna - Austria Vienna | 3 - 0     |
| 247  | 11-11-2008 | Fußball-Bundesliga 2008-2009 | Austria Vienna - Rapid Vienna | 2 - 0     |
| 248  | 07-12-2008 | Fußball-Bundesliga 2008-2009 | Austria Vienna - Rapid Vienna | 2 - 2     |
| 249  | 26-04-2009 | Fußball-Bundesliga 2008-2009 | Rapid Vienna - Austria Vienna | 3 - 2     |
| 250  | 30-08-2009 | Fußball-Bundesliga 2009-2010 | Austria Vienna - Rapid Vienna | 1 - 1     |
| 251  | 22-11-2009 | Fußball-Bundesliga 2009-2010 | Rapid Vienna - Austria Vienna | 4 - 1     |
| 252  | 14-03-2010 | Fußball-Bundesliga 2009-2010 | Rapid Vienna - Austria Vienna | 2 - 0     |
| 253  | 05-05-2010 | Fußball-Bundesliga 2009-2010 | Austria Vienna - Rapid Vienna | 1 - 0     |
| 254  | 12-09-2010 | Fußball-Bundesliga 2010-2011 | Rapid Vienna - Austria Vienna | 0 - 1     |
| 255  | 28-11-2010 | Fußball-Bundesliga 2010-2011 | Austria Vienna - Rapid Vienna | 0 - 1     |
| 256  | 13-03-2011 | Fußball-Bundesliga 2010-2011 | Austria Vienna - Rapid Vienna | 0 - 1     |
| 257  | 22-05-2011 | Fußball-Bundesliga 2010-2011 | Rapid Vienna - Austria Vienna | 0 - 3     |
| 258  | 21-08-2011 | Fußball-Bundesliga 2011-2012 | Rapid Vienna - Austria Vienna | 0 - 3     |
| 259  | 23-10-2011 | Fußball-Bundesliga 2011-2012 | Austria Vienna - Rapid Vienna | 1 - 1     |
| 260  | 15-02-2012 | Fußball-Bundesliga 2011-2012 | Rapid Vienna - Austria Vienna | 0 - 0     |
| 261  | 19-04-2012 | Fußball-Bundesliga 2011-2012 | Austria Vienna - Rapid Vienna | 0 - 0     |
| 262  | 05-08-2012 | Fußball-Bundesliga 2012-2013 | Rapid Vienna - Austria Vienna | 0 - 3     |
| 263  | 21-10-2012 | Fußball-Bundesliga 2012-2013 | Austria Vienna - Rapid Vienna | 2 - 0     |
| 264  | 17-02-2013 | Fußball-Bundesliga 2012-2013 | Rapid Vienna - Austria Vienna | 1 - 2     |
| 265  | 21-04-2013 | Fußball-Bundesliga 2012-2013 | Austria Vienna - Rapid Vienna | 2 - 2     |
| 266  | 11-08-2013 | Fußball-Bundesliga 2013-2014 | Rapid Vienna - Austria Vienna | 0 - 0     |
| 267  | 27-10-2013 | Fußball-Bundesliga 2013-2014 | Austria Vienna - Rapid Vienna | 0 - 1     |
| 268  | 09-02-2014 | Fußball-Bundesliga 2013-2014 | Rapid Vienna - Austria Vienna | 3 - 1     |
| 269  | 06-04-2014 | Fußball-Bundesliga 2013-2014 | Austria Vienna - Rapid Vienna | 0 - 1     |
| 270  | 30-08-2014 | Fußball-Bundesliga 2014-2015 | Austria Vienna - Rapid Vienna | 2 - 2     |
| 271  | 09-11-2014 | Fußball-Bundesliga 2014-2015 | Rapid Vienna - Austria Vienna | 2 - 3     |
| 272  | 06-03-2015 | Fußball-Bundesliga 2014-2015 | Austria Vienna - Rapid Vienna | 2 - 1     |
| 273  | 17-05-2015 | Fußball-Bundesliga 2014-2015 | Rapid Vienna - Austria Vienna | 4 - 1     |
| 274  | 12-08-2015 | Fußball-Bundesliga 2015-2016 | Austria Vienna - Rapid Vienna | 2 - 5     |
| 275  | 25-10-2015 | Fußball-Bundesliga 2015-2016 | Rapid Vienna - Austria Vienna | 1 - 2     |
| 276  | 14-02-2016 | Fußball-Bundesliga 2015-2016 | Austria Vienna - Rapid Vienna | 0 - 3     |
| 277  | 17-04-2016 | Fußball-Bundesliga 2015-2016 | Rapid Vienna - Austria Vienna | 1 - 0     |
| 278  | 07-08-2016 | Fußball-Bundesliga 2016-2017 | Austria Vienna - Rapid Vienna | 1 - 4     |
| 279  | 29-10-2016 | Fußball-Bundesliga 2016-2017 | Rapid Vienna - Austria Vienna | 0 - 2     |
| 280  | 12-02-2017 | Fußball-Bundesliga 2016-2017 | Austria Vienna - Rapid Vienna | 1 - 1     |
| 281  | 23-04-2017 | Fußball-Bundesliga 2016-2017 | Rapid Vienna - Austria Vienna | 0 - 2     |
| 282  | 06-08-2017 | Fußball-Bundesliga 2017-2018 | Rapid Vienna - Austria Vienna | 2 - 2     |
| 283  | 11-10-2017 | Fußball-Bundesliga 2017-2018 | Austria Vienna - Rapid Vienna | 0 - 1     |
| 284  | 04-02-2018 | Fußball-Bundesliga 2017-2018 | Rapid Vienna - Austria Vienna | 1 - 1     |
| 285  | 15-04-2018 | Fußball-Bundesliga 2017-2018 | Austria Vienna - Rapid Vienna | 0 - 4     |
| 286  | 16-09-2018 | Fußball-Bundesliga 2018-2019 | Rapid Vienna - Austria Vienna | 0 - 1     |
| 287  | 16-12-2018 | Fußball-Bundesliga 2018-2019 | Austria Vienna - Rapid Vienna | 6 - 1     |
| 288  | 01-09-2019 | Fußball-Bundesliga 2019-2020 | Austria Vienna - Rapid Vienna | 1 - 3     |
| 289  | 08-12-2019 | Fußball-Bundesliga 2019-2020 | Rapid Vienna - Austria Vienna | 2 - 2     |
| 290  | 29-11-2020 | Fußball-Bundesliga 2020-2021 | Rapid Vienna - Austria Vienna | 1 - 1     |
| 291  | 07-03-2020 | Fußball-Bundesliga 2020-2021 | Austria Vienna - Rapid Vienna | 0 - 0     |
| 292  | 28-08-2021 | Fußball-Bundesliga 2021-2022 | Austria Vienna - Rapid Vienna | 1 - 1     |
| 293  | 05-12-2021 | Fußball-Bundesliga 2021-2022 | Rapid Vienna - Austria Vienna | 1 - 1     |
| 294  | 20-03-2022 | Fußball-Bundesliga 2021-2022 | Rapid Vienna - Austria Vienna | 1 - 1     |
| 295  | 08-05-2022 | Fußball-Bundesliga 2021-2022 | Austria Vienna - Rapid Vienna | 1 - 1     |
| 296  | 09-10-2022 | Fußball-Bundesliga 2022-2023 | Rapid Vienna - Austria Vienna | 1 - 2     |
| 297  | 19-03-2023 | Fußball-Bundesliga 2022-2023 | Austria Vienna - Rapid Vienna | 0 - 2     |
| 298  | 16-04-2023 | Fußball-Bundesliga 2022-2023 | Rapid Vienna - Austria Vienna | 3 - 3     |
| 299  | 14-05-2023 | Fußball-Bundesliga 2022-2023 | Austria Vienna - Rapid Vienna | 3 - 1     |
| 300  | 01-10-2023 | Fußball-Bundesliga 2023-2024 | Austria Vienna - Rapid Vienna | 0 - 0     |
| 301  | 25-02-2024 | Fußball-Bundesliga 2023-2024 | Rapid Vienna - Austria Vienna | 3 - 0     |

### Partite di ÖFB-Cup
| Num. | Edizione                             | Partita                       | Risultato             |
| ---- | ------------------------------------ | ----------------------------- | --------------------- |
| 1    | Niederösterreichischen-Cup 1919-1920 | Rapid Vienna - Austria Vienna | 5 - 2                 |
| 2    | Niederösterreichischen-Cup 1920-1921 | Rapid Vienna - Austria Vienna | 3 - 3 (dts)           |
| 3    | Niederösterreichischen-Cup 1920-1921 | Rapid Vienna - Austria Vienna | 1 - 2 (rep.)          |
| 4    | Wiener-Cup 1926-1927                 | Rapid Vienna - Austria Vienna | 3 - 0                 |
| 5    | Wiener-Cup 1930-1931                 | Rapid Vienna - Austria Vienna | 0 - 1                 |
| 6    | Wiener-Cup 1932-1933                 | Rapid Vienna - Austria Vienna | 4 - 6                 |
| 7    | ÖFB-Cup 1946-1947                    | Rapid Vienna - Austria Vienna | 2 - 3                 |
| 8    | ÖFB-Cup 1947-1948                    | Rapid Vienna - Austria Vienna | 2 - 5                 |
| 9    | ÖFB-Cup 1948-1949                    | Rapid Vienna - Austria Vienna | 1 - 1 (dts)           |
| 10   | ÖFB-Cup 1948-1949                    | Rapid Vienna - Austria Vienna | 2 - 3 (rep.)          |
| 11   | ÖFB-Cup 1958-1959                    | Rapid Vienna - Austria Vienna | 2 - 1                 |
| 12   | ÖFB-Cup 1959-1960                    | Rapid Vienna - Austria Vienna | 2 - 4                 |
| 13   | ÖFB-Cup 1962-1963                    | Rapid Vienna - Austria Vienna | 0 - 1                 |
| 14   | ÖFB-Cup 1963-1964                    | Rapid Vienna - Austria Vienna | 3 - 3 (dts)           |
| 15   | ÖFB-Cup 1963-1964                    | Rapid Vienna - Austria Vienna | 1 - 2 (rep.)          |
| 16   | ÖFB-Cup 1965-1966                    | Rapid Vienna - Austria Vienna | 3 - 0                 |
| 17   | ÖFB-Cup 1966-1967                    | Rapid Vienna - Austria Vienna | 0 - 1                 |
| 18   | ÖFB-Cup 1967-1968                    | Rapid Vienna - Austria Vienna | 4 - 3 (dts)           |
| 19   | ÖFB-Cup 1968-1969                    | Rapid Vienna - Austria Vienna | 1 - 0                 |
| 20   | ÖFB-Cup 1970-1971                    | Rapid Vienna - Austria Vienna | 1 - 2 (dts)           |
| 21   | ÖFB-Cup 1971-1972                    | Rapid Vienna - Austria Vienna | 6 - 2                 |
| 22   | ÖFB-Cup 1973-1974                    | Rapid Vienna - Austria Vienna | 2 - 6                 |
| 23   | ÖFB-Cup 1973-1974                    | Rapid Vienna - Austria Vienna | 1 - 4                 |
| 24   | ÖFB-Cup 1981-1982                    | Rapid Vienna - Austria Vienna | 1 - 2                 |
| 25   | ÖFB-Cup 1983-1984                    | Rapid Vienna - Austria Vienna | 1 - 3                 |
| 26   | ÖFB-Cup 1983-1984                    | Rapid Vienna - Austria Vienna | 2 - 0 (gfc)           |
| 27   | ÖFB-Cup 1984-1985                    | Rapid Vienna - Austria Vienna | 3 - 3 (dts) (6-5 dtr) |
| 28   | ÖFB-Cup 1985-1986                    | Rapid Vienna - Austria Vienna | 4 - 6 (dts)           |
| 29   | ÖFB-Cup 1989-1990                    | Rapid Vienna - Austria Vienna | 1 - 3 (dts)           |
| 30   | ÖFB-Cup 1997-1998                    | Rapid Vienna - Austria Vienna | 1 - 0                 |
| 31   | ÖFB-Cup 2004-2005                    | Rapid Vienna - Austria Vienna | 1 - 3                 |
| 32   | ÖFB-Cup 2017-2018                    | Rapid Vienna - Austria Vienna | 2 - 1                 |

### Partite di ÖFB-Supercup
| Num. | Edizione          | Partita                       | Risultato |
| ---- | ----------------- | ----------------------------- | --------- |
| 1    | ÖFB-Supercup 1987 | Rapid Vienna - Austria Vienna | 3 - 1     |

## Statistiche

### Statistiche generali
Probabilmente la prima partita in assoluto tra Rapid ed Austria Vienna andò in scena il 21 maggio 1911, un'amichevole terminata 3-0 per i bianco-verdi. Altre due sfide ebbero luogo prima dell'8 settembre quando, nel quadro della prima edizione del campionato austriaco di calcio, si giocò il primo derby ufficiale, quello che le statistiche considerano come il primo. La gara fu vinta dal Rapid per 4-1.
Gli inesperti violette dovettero attendere il 1917 per festeggiare la prima vittoria (1-0), in questo periodo i rivali bianco-verdi realizzarono una striscia ininterrotta di 11 derby vinti, record ancora imbattuto. Entrambe le squadre vantano una serie di 16 partite senza sconfitte: il Rapid vi è riuscito tra il 1996 ed il 2000, l'Austria tra il 2001 ed il 2005.
Per il primo pareggio si dovette attendere molto di più, il segno "X" uscì infatti per la prima volta nel 1921, dopo 10 anni e 33 gare ufficiali.
La gara con più gol andò in scena il 17 settembre 1950 e fu vinta dal Rapid 7-5. Fu definito il derby del secolo per l'eccezionalità dell'evento. Altri derby da ricordare sono quelli del 2 luglio 1916 e del 23 agosto 1942, entrambi vinti dal Rapid con il maggiore scarto nella storia della sfida (9-0 e 10-1 rispettivamente). La vittoria più larga dell'Austria è invece più recente (11 ottobre 1969) e più contenuta nelle proporzioni (6-0).
Da ricordare infine il derby dell'8 maggio 2007, che coincise con la 500ª partita casalinga del Rapid al Gerhard Hanappi Stadion, a 30 anni dall'inaugurazione dell'impianto. La partita è terminata con la vittoria dei padroni di casa per 3-0.
Una sola volta la sfida si è giocata all'estero: è accaduto il 4 gennaio 1925 a Torino, con vittoria del Rapid per 1-0.
Il 1º settembre 1961 fu stabilito il record di presenze, in occasione del derby d'andata del campionato 1961-1962, giocato davanti a 64.000 spettatori. Il record negativo risale invece al 30 marzo 1919, quando furono presenti 2.000 tifosi.

### Statistiche individuali
Il maggior numero di presenze nei derby appartiene al libero dell'Austria Vienna Erich Obermayer, sceso in campo in 51 stracittadine durante vent'anni di carriera. Esordì il 24 marzo 1973 in una sfida terminata 2-2 e disputò il suo ultimo derby, una vittoria per 2-1, il 3 giugno 1989. Con riguardo ai soli giocatori del Rapid, tale record spetta a Peter Pacult con 48 derby.
Franz Binder è andato a segno complessivamente 21 volte per il Rapid, detenendo il record assoluto di reti segnate nel derby. Sull'altro versante, Andreas Ogris ha messo a segno per l'Austria Vienna un totale di 15 reti.
Il record di gol segnati in una singola partita è di quattro e spetta egualmente a sei giocatori. Cinque di essi lo hanno ottenuto con la maglia del Rapid: si tratta di Josef Bican (6 settembre 1931, Rapid-Austria 5-3), Franz Binder (5 novembre 1939, Rapid-Austria 9-2), Matthias Kaburek (23 agosto 1942, Rapid-Austria 10-1), Leopold Ströll (23 novembre 1947, Rapid-Austria 7-2) e Hans Krankl (12 aprile 1974, Rapid-Austria 4-0). Krankl segnò anche una quaterna in coppa d'Austria il 17 aprile 1974 (Rapid-Austria 6-2). Per i violette soltanto Kálmán Konrád riuscì a segnare quattro gol agli avversari bianco-verdi, il 9 maggio 1926 (Rapid-Austria 0-5).
Dionys Schönecker è l'allenatore più vincente nella storia del derby di Vienna: nelle 28 sfide dirette dalla panchina ha condotto il Rapid a 19 vittorie e 3 pareggi.

## Episodi di violenza
Il primo derby ad aver conosciuto disordini risale al 3 giugno 1923. Quel giorno, allo Hohe Warte Stadion, Rapid ed Amateur si affrontavano in una sfida decisiva per le sorti del campionato 1922-1923, davanti a 30.000 spettatori. Dopo mezz'ora di gioco i bianco-verdi, pur avendo dominato la partita, si trovavano sotto di due reti e in inferiorità numerica per l'espulsione di Wessely. Quando l'arbitro lo espulse, il capitano del Rapid decise di ritirare la squadra per protesta, eccitando gli animi dei suoi tifosi che accolsero la decisione con scroscianti applausi e subissarono l'arbitro di fischi. La tensione cresce con i tifosi dei violette.
Tuttavia, in seguito i giocatori del Rapid lasciano gli spogliatoi e ritornano in campo. Da qui in poi la gara prosegue come partita amichevole, col Rapid in 10 uomini e la vittoria dell'Amateur in cassaforte. Gli ultimi minuti della sfida sono comunque giocati, non solo per remunerare gli spettatori paganti, ma anche per impedire che la situazione sugli spalti diventi ancor più critica. Questa "amichevole" finì 0-0. Qualche giorno dopo, come ampiamente previsto, la NÖFV assegnò la vittoria a tavolino per 3-0 al Wiener Amateur.
Il 22 maggio 2011 la partita veniva interrotta dopo 26 minuti, a causa dell'invasione di campo di alcuni ultras del Rapid che impedivano di continuare il gioco, sul punteggio di 2-0 per l'Austria. Il giorno successivo la lega assegnava la vittoria a tavolino per 3-0 ai violette.
In occasione della sfida del 21 ottobre 2012, al Franz Horr Stadion, si sono avuti contatti tra le due tifoserie prima dell'inizio della partita. Un centinaio di ultras del Rapid hanno scatenato i disordini e, nella confusione che ne è seguita, un bambino è stato dato per ferito, anche se la notizia è poi stata smentita.